# گولدفورد شرقی
گولدفورد شرقی (به انگلیسی: East Guldeford) یک روستا و محله مدنی در بریتانیا است که در Rother واقع شده‌است. گولدفورد شرقی ۱۶٫۶ کیلومتر مربع مساحت و ۳۲۷ نفر جمعیت دارد.